# 2011年中国奶制品致癌物超标事件
2011中国奶製品致癌物超標事件是中国的一起食品安全事件。2011年12月24日，中国国家质检总局公布了对液体乳产品的抽查结果，蒙牛乳业（眉山）有限公司生产的一批次产品被检出黄曲霉毒素M1超标140%，而福建长富乳品生产的纯牛奶也查出超标（超标80%）。

## 原因背景
国产乳制品品牌稀少，而进口乳制品则售价高昂，承受不了高昂售价的消费者不得不在为数不多的国产乳制品品牌中做出选择，而为了应付销量，乳制品生产企业一再降低原奶收购标准。

## 事件经过
12月24日，蒙牛乳业（眉山）有限公司以及福建长富乳品生产的乳制品被检查出致癌物黄曲霉毒素M1超标。
12月25日，蒙牛在其官网发布《关于蒙牛眉山工厂产品抽检的情况说明》承认这一检测结果并“向全国消费者郑重致歉”，但强调此次受污染产品并未流向市场。”
12月27日，蒙牛承认原因在于饲料，但能追溯到问题奶源。而福建长富则确认致癌乳品已流通。眉山当地论坛上有网友“男人好苦”爆料本应“已封存和销毁”的蒙牛眉山问题牛奶已流入市场，其孩子已经“一箱都喝了剩下5盒了”，“眉山市五县一区各大中小学校都在喝蒙牛学生奶”。
12月28日，蒙牛对前一天在论坛上爆出的牛奶回应称“不一定与问题奶是同一个批次”。蒙牛内部已查明致癌奶问题饲料来源，但并未公布结果，质监部门已立案调查。福建长富乳业则声称在发现问题后“立即启动召回程序”，已召回问题奶。蒙牛官网于12月28日晚被黑，但目前已恢复正常。同日，蒙牛股票低开23.95%，伊利集團，皇氏乳业、光明乳业等相关上市公司股价亦受牵连。